# Diamina oxidase
A diamnina oxidase (DAO ou histaminase) é uma enzima cúprica que pode reduzir a histamina, putrescina, e outras aminas biogénicas. É produzida por todos os Cordados. No homem é encontrada nos intestinos, rins e placenta.
A falta de diamina oxidase poderia levar à intolerância à histamina. Contudo, estudos controlados individuais e uma meta-análise extensa feita em 2003 não encontraram evidências da intolerância alimentar postulada, causada por aminas biogénicas como a histamina.
Algumas preparações contendo diamina oxidase, com base em extratos de rim do porco, estão disponíveis como suplemento a uma dieta equilibrada na forma de cápsulas, com o propósito parcial de "tratar dieteticamente a intolerância à histamina". Até ao momento os fabricantes não submeteram estudos sobre a sua eficácia.

## Reação catalítica
{\displaystyle \mathrm {R{-}CH_{2}{-}NH_{2}+H_{2}O+O_{2}\longrightarrow R{-}CHO+NH_{3}+H_{2}O_{2}} }
Como exemplo da oxidação das histaminas:
 + H2O + O2 {\displaystyle \longrightarrow }   + NH3 + H2O2